# Otaromia lugubris
Otaromia lugubris là một loài bọ cánh cứng trong họ Cerambycidae.